# Paul Koech
Paul Koech (ur. 25 czerwca 1969, zm. 4 września 2018) – kenijski lekkoatleta, długodystansowiec.

## Osiągnięcia
- brązowy medal igrzysk afrykańskich (bieg na 10 000 m, Harare 1995)
- złoto mistrzostw Afryki (bieg na 5000 m, Jaunde 1996)
- 6. miejsce podczas igrzysk olimpijskich (bieg na 10 000 m, Atlanta 1996)
- 4. lokata na mistrzostwach świata (bieg na 10 000 m, Ateny 1997)
- 3. miejsce podczas Finału Grand Prix IAAF (bieg na 5000 m, Fukuoka 1997)
- 2 medale mistrzostw świata w półmaratonie (Zurych 1998, złoto indywidualnie oraz srebro w drużynie)
- 6 medali mistrzostw świata w biegach przełajowych
  - Stellenbosch 1996 – złoto w drużynie
  - Turyn 1997 – złoto w drużynie
  - Marrakesz 1998 – długi dystans, złoto w drużynie oraz srebro indywidualnie
  - Vilamoura 2000 – długi dystans, złoto w drużynie
  - Lozanna 2003 – długi dystans, złoto w drużynie
- pierwsze miejsce na listach światowych w półmaratonie (1996, 1:00:31)

## Rekordy życiowe
- bieg na 5000 metrów – 12:56,29 (1997)
- bieg na 10 000 metrów – 26:36,26 (1997) 8. wynik w historii światowej lekkoatletyki
- półmaraton – 1:00:01 (1998)